# Chicago Spire
Chicago Spire  var en planlagt skyskraber som var under konstruktion i Chicago. Bygningen var designet af den spanske arkitekt Santiago Calatrava.
Med sine 610 meter ville den have blevet den næsthøjeste skyskraber i verden efter Burj Khalifa. 
Chicago Spire blev påbegyndt i 2007 og skulle stå færdig i 2011, men det blev aldrig færdiggjort da byggeriet stoppede i oktober 2008 på grund af finanskrisen.